# Franz Bardon
Franz Bardon (Opava, 1º dicembre 1909 – 10 luglio 1958) è stato un esoterista ceco.

## Biografia
Fu mago, apprendista e maestro di ermetismo. Durante la seconda guerra mondiale, Bardon venne trattenuto in un campo di concentramento, secondo i suoi sostenitori "rifiutando di collaborare con le tradizioni mistiche che caratterizzavano il panorama nazista". Secondo altre fonti, come molti altri esoteristi ed operatori dell'occulto, veniva invece rinchiuso per attività contrarie alla legislazione nazista.
Nella primavera del 1945, Bardon  sarebbe stato liberato dai soldati sovietici che occuparono il campo; secondo altra fonte, fu invece lui a fuggire, dopo che gli anglo-americani avevano bombardato  il campo. Continuò il lavoro sull'Ermetismo fino al 1958, quando venne arrestato e imprigionato a Brno durante una delle purghe della Cecoslovacchia comunista e morì nello stesso anno di pancreatite.
Negli ultimi anni nuovo interesse si è raccolto attorno alla sua figura: sono in corso riedizioni delle sue opere e vi è molta attesa per il recente ritrovamento di opere inedite del Bardon presso gli eredi. Il successo di codesta acquisizione si deve all'ordine esoterico veneziano S.O.I.
Secondo alcune indiscrezioni, sarebbero in corso trattative tra editori americani e la S.O.I. per la pubblicazione del carteggio tra Bardon e Carl Gustav Jung. Da esso emergerebbero aspetti nuovi e significativi delle ricerche a carattere magico ed esoterico nel secolo scorso, con riferimenti alla "vita oltre la vita" e alle "altre dimensioni dell'essere". 

## La metafisica
La metafisica di Bardon è un sistema cominciato con Iniziazione all'Ermetica ed è spiegata nei volumi successivi. La realtà più elevata è l'Akasha, che è associata sia a Dio, sia alla visione del Mondo delle idee platoniche.

## Le opere
Bardon è meglio conosciuto per i suoi tre volumi sulla magia ermetica, scritti per la Grande Loggia Bianca. Questi tre volumi sono: Iniziazione all'Ermetismo, La Pratica dell'Evocazione Magica, La Chiave della Vera Qabbalah. In aggiunta vi è un quarto lavoro a lui attribuito dal titolo Frabato il Mago, un'ipotetica autobiografica dell'iniziato, scritto dalla sua segretaria Otti Votavova ed il Domande e Risposte fra Bardon ed i suoi Allievi. Del Libro d'oro della Conoscenza, sono pervenuti solo tre capitoli su dieci, gli unici che si sono salvati: i frammenti sono contenuti nel libro Domande e Risposte.
I lavori di Bardon spiccano per la loro semplicità, la sezione teorica relativamente breve, e moltissimi esercizi: viene considerato da molti come l'ideatore del miglior programma di insegnamento del XX secolo.

### Iniziazione all'Ermetica
Iniziazione all'Ermetica provvede, con istruzioni guidate, agli esercizi pratici. Questi esercizi mirano allo sviluppo del corpo, dell'Anima e dello Spirito. Il risultato della Pratica dovrebbe essere, secondo l'autore, l'accrescersi delle abilità sottili a beneficio dello studente, con le quali, pazientemente, dovrebbe poter migliorare la propria realtà.

## Opere tradotte in italiano
- Iniziazione all'ermetica. Corso teorico e pratico di istruzione magica, Roma, Astrolabio, 1978.
- Introduzione alle Dottrine Ermetiche. Teoria e pratica. Vol. 1, Venexia Editrice, Roma 2010.
- Introduzione alle Dottrine Ermetiche. La pratica dell'evocazione magica. Vol. 2, Venexia Editrice, Roma 2011.
- Introduzione alle Dottrine Ermetiche. La chiave della vera Qabalah Vol. 3, Venexia Editrice, Roma 2012.